# District d'Araria
Le District d'Araria  (hindi : अररिया जिला) est un district de l'état du Bihar en Inde.

## Géographie
Sa population de 2 811 569 habitants (en 2011) pour une superficie de 2 830 km2.
Son chef lieu est Araria.